# Mort i transfiguració

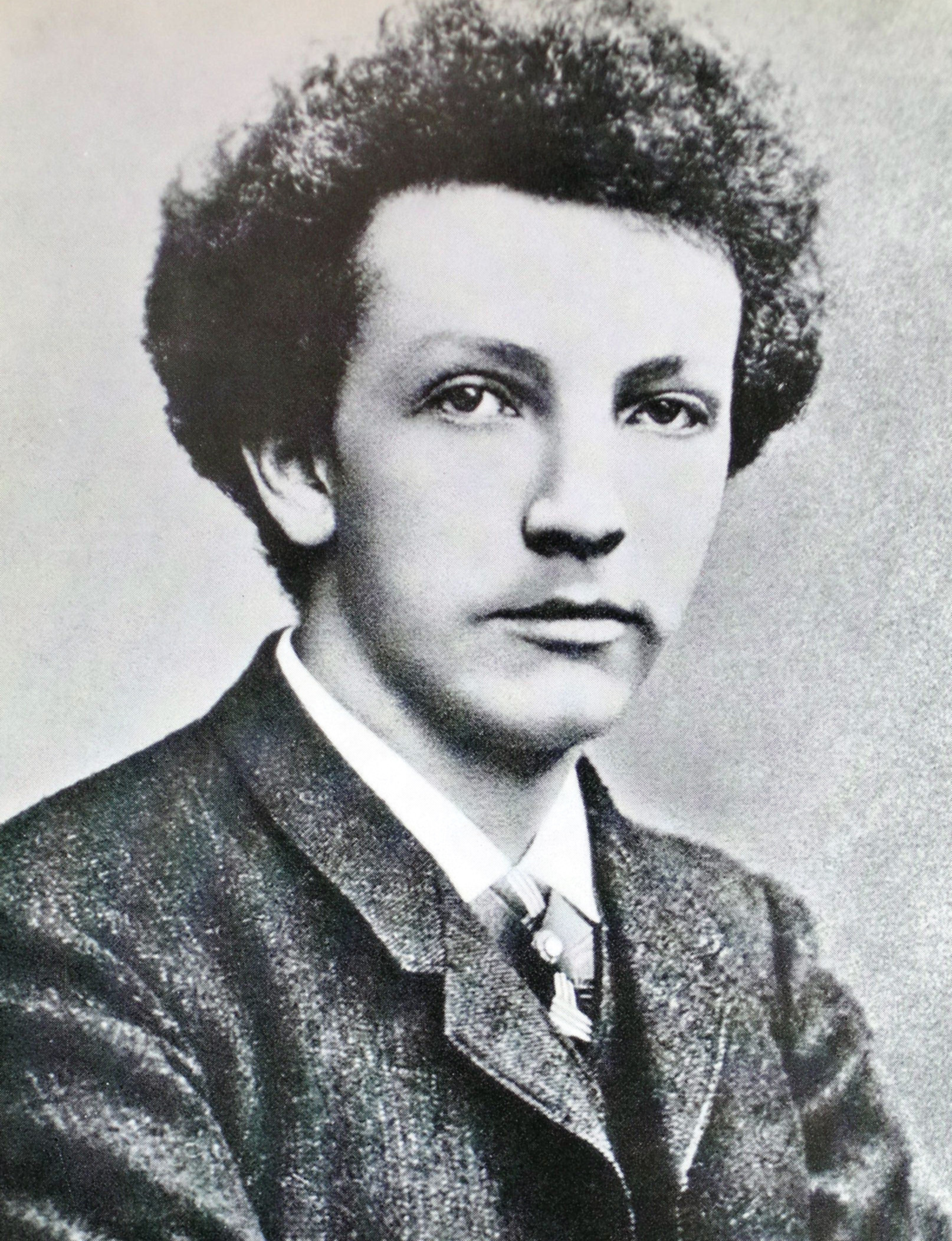
Richard Strauss el 1888

Mort i transfiguració (en alemany: Tod und Verklärung), op. 24, és un poema simfònic per a orquestra de Richard Strauss. Strauss va començar la composició a finals de l'estiu de 1888 i va completar l'obra el 18 de novembre de 1889. L'obra està dedicada a l'amic del compositor Friedrich Rosch.
La música representa la mort d'un artista. A petició de Strauss, això va ser descrit en un poema del seu amic Alexander Ritter com una interpretació de la mort i la transfiguració, després de la seva composició. Mentre l'home mor, li passen pel cap pensaments sobre la seva vida: la seva innocència infantil, les lluites de la seva edat adulta, l'assoliment dels seus objectius mundans; i al final, rep la tan desitjada transfiguració "des dels confins infinits del cel".

## Representacions
Strauss va dirigir l'estrena el 21 de juny de 1890 al Festival d'Eisenach, en el mateix programa que l'estrena del seu Burleske en re menor per a piano i orquestra. També va dirigir aquesta obra per a la seva primera aparició al Regne Unit, al Concert de Wagner amb la Philharmonic Society el 15 de juny de 1897 al Queen's Hall de Londres.

## Reacció de la crítica
El crític musical anglès Ernest Newman el va descriure com una música a la qual no es voldria morir ni despertar. "És massa espectacular, massa brillantment il·luminat, massa ple de pompa multitudinària; mentre que aquest és un viatge que cal fer molt silenciosament i sol".:399
El crític francès Romain Rolland al seu Musiciens d'aujourd'hui (1908) va qualificar la peça d'"una de les obres més commovedores de Strauss, i la que està construïda amb la més noble utilitat".

## Estructura
Hi ha quatre parts (amb els pensaments poètics de Ritter condensats):
1. Largo (L'home malalt, a prop de la mort)
2. Allegro molto agitato (La batalla entre la vida i la mort no ofereix cap respir a l'home)
3. Meno mosso (La vida de l'home moribund passa davant seu)
4. Moderato (La transfiguració desitjada)

Una actuació típica dura uns 25 minuts.

## Citat
En una de les seves últimes composicions, "Im Abendrot" de les Quatre últimes cançons, Strauss cita de manera commovedora el "tema de la transfiguració" del seu poema sonor de 60 anys abans, durant i després de la línia final de la soprano, "Ist dies etwa der Tod?" (Això és potser la mort?).
Just abans de la seva pròpia mort, va remarcar que la seva música era absolutament correcta, els seus sentiments reflectien els de l'artista representat dins; Strauss va dir a la seva jova mentre estava estirat al seu llit de mort l'any 1949: "És una cosa divertida, Alice, morir és com ho vaig compondre a Tod und Verklärung".